# Список президентов Замбии
Список президентов Замбии включает лиц, являвшихся главой государства Замбии после обретения ею независимости в 1964 году.
В настоящее время главой государства и правительства является Президент Республики Замбия (англ. President of the Republic of Zambia). Согласно действующей редакции конституции, президент избирается всенародным голосованием на 5 лет с правом однократного переизбрания. Глава государства является гарантом нормального и непрерывного функционирования государственных органов, национальной независимости и территориальной целостности, следит за сохранением и уважением национального суверенитета как внутри страны, так и за её пределами, является гарантом национального единства. В случае вакантности поста обязанности президента исполняет вице-президент.
Использованная в первом столбце таблиц нумерация является условной; также условным является использование в первом столбце цветовой заливки, служащей для упрощения восприятия принадлежности лиц к различным политическим силам без необходимости обращения к столбцу, отражающему партийную принадлежность. В столбце «Выборы» отражены состоявшиеся выборные процедуры или иные основания получения полномочий. Для удобства список дополнен разделом «Обзор», призванным пояснить особенности политической жизни страны.

## Обзор
24 октября 1964 года Северная Родезия, являвшаяся британским протекторатом с 1924 года, была провозглашена независимой Республикой Замбия (англ. Republic of Zambia). Первым президентом страны стал премьер-министр Кеннет Каунда. Конституция нового государства предусматривала национализацию земель колонизаторов, упразднение резерватов и провозглашение многопартийной системы. В 1967 году правящая Объединённая партия национальной независимости (ЮНИП) одобрила идеологический курс «Гуманизм в Замбии», в котором ставилась задача построить демократический социализм на основе традиционных африканских институтов взаимопомощи. В 1968 году была провозглашена новая политика, которая в дальнейшем привела к усилению роли государства. В декабре 1972 года была введена однопартийная система, закреплённая в конституции 1973 года. В 1970-х годах начался политический кризис на фоне падения популярности власти. Рост общественного недовольства привёл к массовым выступлениям в конце 1980-х годов. Под давлением оппозиции 30 ноября 1990 года в стране была восстановлена многопартийность. В декабре появилась оппозиционная партия Движение за многопартийную демократию (ДМД), выступавшая за демократизацию и борьбу с коррупцией.
На выборах 31 октября 1991 года новым президентом страны был избран лидер ДМД Фредерик Чилуба. Партия получила парламентское большинство. Однако победа оппозиции не стабилизировала обстановку. В марте 1993 года была признана незаконной деятельность ЮНИП, введено чрезвычайное положение на 3 месяца. В мае 1996 года в конституцию внесли изменения, согласно которым баллотироваться в президенты могли лишь те, у кого оба родителя были замбийцами и кто проживал в стране не менее 20 лет. Это исключило Каунду из числа кандидатов. ЮНИП и ещё 6 партий бойкотировали выборы. 18 ноября 1996 года Чилуба был переизбран, а ДМД снова получило большинство мест в парламенте. Оппозиция обжаловала результаты выборов в суде и пыталась организовать протесты. 28 октября 1997 года военные предприняли неудачную попытку переворота. В стране вновь было введено чрезвычайное положение, а Каунда арестован. 27 декабря 2001 года новым президентом стал кандидат от ДМД Леви Мванаваса. Он начал расследование в отношении своего предшественника Чилубы, обвинив его в коррупции. Оппозиция оспаривала результаты выборов, призывала к импичменту, но со временем часть оппозиционных политиков вошла в состав правительства. В 2003 году были расширены полномочия совещательного органа — Палаты вождей. В 2006 году Мванаваса был переизбран.
19 августа 2008 года президент Мванаваса скончался после инсульта. Согласно конституции, исполняющим обязанности стал вице-президент Рупия Банда. 30 октября он победил на досрочных выборах с минимальным перевесом над лидером оппозиции Майклом Сатой. В 2011 году на всеобщих выборах победил Сата, а его партия Патриотический фронт (ПФ) получила наибольшее число мест в парламенте. Вице-президентом стал Гай Скотт — первый белый политик на этом посту с 1964 года. Сата продолжил борьбу с коррупцией, инициировал разработку новой конституции, действовал в рамках курса привлечения инвестиций. После смерти Саты 28 октября 2014 года исполнять обязанности президента стал Скотт. 20 января 2015 года на досрочных выборах победил кандидат от ПФ Эдгар Лунгу, получив 48,33 % голосов. Его оппонент Хакаинде Хичилема с результатом 46,67 % голосов заявил о фальсификациях, но официально их не оспаривал. Лунгу назначил вице-президентом Инонге Вину — первую женщину на этом посту в истории Замбии. В 2016 году Лунгу был переизбран с результатом 50,4 % голосов, а его партия ПФ сохранила большинство мест в парламенте. В 2021 году на выборах победил лидер оппозиционной Объединённой партии национального развития Хичилема, став новым президентом Замбии.

## Список
Курсивом и серым цветом выделены даты начала и окончания полномочий лиц, временно замещавших президентов, являвшихся недееспособными по состоянию здоровья (Леви Мванаваса) и находившихся на лечении за рубежом (Майкл Сата).
|          | Портрет          | Имя (годы жизни)                                                            | Полномочия       | Полномочия       | Партия                                         | Выборы       | Пр.                         |
| Начало   | Портрет          | Имя (годы жизни)                                                            | Окончание        |                  | Партия                                         | Выборы       | Пр.                         |
| -------- | ---------------- | --------------------------------------------------------------------------- | ---------------- | ---------------- | ---------------------------------------------- | ------------ | --------------------------- |
| 1 (I—VI) |                  | Кеннет Дэвид Каунда (1924—2021) англ. Kenneth David Kaunda                  | 24 октября 1964  | 21 декабря 1968  | Объединённая партия национальной независимости | [ комм. 1 ]  | [ 12 ] [ 13 ] [ 14 ]        |
| 1 (I—VI) | 21 декабря 1968  | Кеннет Дэвид Каунда (1924—2021) англ. Kenneth David Kaunda                  | 7 декабря 1973   | 1968             | Объединённая партия национальной независимости |              | [ 12 ] [ 13 ] [ 14 ]        |
| 1 (I—VI) | 7 декабря 1973   | Кеннет Дэвид Каунда (1924—2021) англ. Kenneth David Kaunda                  | 14 декабря 1978  | 1973             | Объединённая партия национальной независимости |              | [ 12 ] [ 13 ] [ 14 ]        |
| 1 (I—VI) | 14 декабря 1978  | Кеннет Дэвид Каунда (1924—2021) англ. Kenneth David Kaunda                  | 30 октября 1983  | 1978             | Объединённая партия национальной независимости |              | [ 12 ] [ 13 ] [ 14 ]        |
| 1 (I—VI) | 30 октября 1983  | Кеннет Дэвид Каунда (1924—2021) англ. Kenneth David Kaunda                  | 30 октября 1988  | 1983             | Объединённая партия национальной независимости |              | [ 12 ] [ 13 ] [ 14 ]        |
| 1 (I—VI) | 30 октября 1988  | Кеннет Дэвид Каунда (1924—2021) англ. Kenneth David Kaunda                  | 2 ноября 1991    | 1988             | Объединённая партия национальной независимости |              | [ 12 ] [ 13 ] [ 14 ]        |
| 2 (I—II) |                  | Фредерик Якоб Тайтус Чилуба (1943—2011) англ. Frederick Jacob Titus Chiluba | 2 ноября 1991    | 21 ноября 1996   | Движение за многопартийную демократию          | 1991         | [ 15 ] [ 16 ] [ 17 ] [ 18 ] |
| 2 (I—II) | 21 ноября 1996   | Фредерик Якоб Тайтус Чилуба (1943—2011) англ. Frederick Jacob Titus Chiluba | 2 января 2002    | 1996             | Движение за многопартийную демократию          |              | [ 15 ] [ 16 ] [ 17 ] [ 18 ] |
| 3 (I—II) |                  | Леви Патрик Мванаваса (1948—2008) англ. Levy Patrick Mwanawasa              | 2 января 2002    | 3 октября 2006   | Движение за многопартийную демократию          | 2001         | [ 19 ] [ 20 ] [ 21 ] [ 22 ] |
| 3 (I—II) | 3 октября 2006   | Леви Патрик Мванаваса (1948—2008) англ. Levy Patrick Mwanawasa              | 19 августа 2008  | 2006             | Движение за многопартийную демократию          |              | [ 19 ] [ 20 ] [ 21 ] [ 22 ] |
| и. о.    |                  | Рупия Бвезани Банда (1937—2022) англ. Rupiah Bwezani Banda                  | 29 июня 2008     | 19 августа 2008  | Движение за многопартийную демократию          | [ комм. 4 ]  | [ 23 ] [ 24 ] [ 25 ] [ 26 ] |
| и. о.    | 19 августа 2008  | Рупия Бвезани Банда (1937—2022) англ. Rupiah Bwezani Banda                  | 2 ноября 2008    | [ комм. 5 ]      | Движение за многопартийную демократию          |              | [ 23 ] [ 24 ] [ 25 ] [ 26 ] |
| 4        | 2 ноября 2008    | Рупия Бвезани Банда (1937—2022) англ. Rupiah Bwezani Banda                  | 23 сентября 2011 | 2008             | Движение за многопартийную демократию          |              | [ 23 ] [ 24 ] [ 25 ] [ 26 ] |
| 5        |                  | Майкл Чилуфья Сата (1937—2014) англ. Michael Chilufya Sata                  | 23 сентября 2011 | 28 октября 2014  | Патриотический фронт                           | 2011         | [ 27 ] [ 28 ] [ 29 ] [ 30 ] |
| и. о.    |                  | Гай Линдси Скотт (1944—) англ. Guy Lindsay Scott                            | 28 октября 2014  | 25 января 2015   | Патриотический фронт                           | [ комм. 8 ]  | [ 31 ] [ 32 ] [ 33 ]        |
| 6 (I—II) |                  | Эдгар Чагва Лунгу (1956—2025) англ. Edgar Chagwa Lungu                      | 25 января 2015   | 13 сентября 2016 | Патриотический фронт                           | 2015         | [ 34 ] [ 35 ] [ 36 ] [ 37 ] |
| 6 (I—II) | 13 сентября 2016 | Эдгар Чагва Лунгу (1956—2025) англ. Edgar Chagwa Lungu                      | 24 августа 2021  | 2016             | Патриотический фронт                           |              | [ 34 ] [ 35 ] [ 36 ] [ 37 ] |
| и. о.    |                  | Нгоса Симбьякула (1954—) англ. Ngosa Simbyakula                             | 10 марта 2015    | 13 марта 2015    | Патриотический фронт                           | [ комм. 10 ] | [ 38 ] [ 39 ] [ 40 ]        |
| 7        |                  | Хакаинде Хичилема (1962—) англ. Hakainde Hichilema                          | 24 августа 2021  | действующий      | Объединённая партия национального развития     | 2021         | [ 41 ] [ 42 ] [ 43 ] [ 44 ] |